# Riitta Salinová
Riitta Salinová (* 16. října 1950 Helsinky) je bývalá finská atletka, která se v roce 1974 stala mistryní Evropy v běhu na 400 metrů.
V roce 1974 se stala mistryní Evropy v běhu na 400 metrů v novém světovém rekordu 50,14. Na evropském šampionátu v Římě zároveň vybojovala s finskou štafetou na 4 × 400 metrů druhé místo. Při svém startu na olympiádě v Montrealu v roce 1976 doběhla ve finále na 400 metrů sedmá.